# Perché Sanremo è Sanremo
Perché Sanremo è Sanremo è un brano musicale del 1995 composto dall'arrangiatore Pippo Caruso e scritto da Sergio Bardotti, che venne utilizzato come sigla del Festival di Sanremo nelle edizioni condotte da Pippo Baudo, anche in versioni riarrangiate, che seguiranno. Nell'edizione del 1995 era cantata dal figlio di Bruno Lauzi, Maurizio Lauzi, e dall'edizione del 1996 viene cantata da Rudy Neri.

## Descrizione
La sigla venne composta dal maestro Pippo Caruso e scritta da Sergio Bardotti, in occasione del Festival di Sanremo 1995. In quell'edizione era cantata da Maurizio Lauzi, ma la versione ufficiale che verrà utilizzata dal 1996 venne cantata da Rudy Neri, dei Prefisso. La sigla venne usata nelle edizioni del 1996, 2002, 2003, 2007 e 2008.